# I Cuerpo
El I Cuerpo de la Grande Armée fue una unidad militar francesa que existió durante las Guerras Napoleónicas. Aunque disuelto en 1814, siguiendo el Tratado de Fontainebleau (Tratado de Fontainebleau(Esto está mal el tratado de Fontainebleau se firma para que las tropas francesas conquisten Portugal pasando por España en 1807) (1814)), fue reformado en abril de 1815 tras el regreso de Napoleón durante los Cien Días. Durante los Cien Días, el cuerpo formó parte del rápidamente reformado Ejército del Norte.

## Campañas
Durante la movilización de Napoleón en 1803, y la subsiguiente artillería que reformaba el ejército, se formó el nuevo "Ejército de Hannover o Armée de Hanovre" en la Hannover ocupada por los franceses. Este nuevo ejército tenía el tamaño de un cuerpo, pero bajo esta reorganización esto significaba que el cuerpo debía considerarse un ejército (por razones psicológicas). El 17 de junio de 1805 Jean Baptiste Bernadotte fue nombrado gobernador de Hannover, y el 29 de agosto de 1805 tomó el control del nuevo I Cuerpo y permaneció en este puesto durante otros siete años.[cita requerida]

### Guerra de la Tercera Coalición
Cuando se declaró la Guerra de la Tercera Coalición, el Ejército de Hannover estaba separado del nuevo Ejército de Hannover (responsable de la defensa de Hannover) y el I Cuerpo. Este nuevo cuerpo se formó como parte de lo que más tarde se convirtió en el famoso Grande Armée. El 29 de agosto de 1805, el I Cuerpo llegó a Würzburg y se le asignó la tarea de brindar apoyo al Ejército bávaro (ahora un aliado francés). Durante la famosa campaña de Ulm, el I Cuerpo formó parte del flanco más a la izquierda, impidiendo la posible retirada de los austriacos bajo el mando del general Karl Mack von Leiberich. Cuando el general ruso Mikhail Kutuzov llegó al este de Austria/Baviera, la realidad de la situación provocó una retirada general hacia Moravia, y el I Cuerpo tuvo la tarea de asegurarse de que no escaparan. Sin embargo, este plan fracasó, y fue debido a este movimiento que la Batalla de Austerlitz de hecho siguió adelante, debido a la exitosa retirada de Kutuzov.[cita requerida]
A continuación se muestra el orden de batalla del cuerpo en vísperas del cruce del Rin por parte de la Grande Armée hacia (lo que ahora es) Alemania.

### Guerra de la Cuarta Coalición
El cuerpo participó en las batallas de Schleiz, Halle, y Lübeck en 1806, y Mohrungen y Spanden en 1807. Después de que Bernadotte fuera herido en Spanden, el general Claude Victor-Perrin dirigió el I Cuerpo en Friedland donde sus tácticas le valieron un bastón de mariscal.

### Campaña rusa
El cuerpo se reorganizó en una fuerza de cinco divisiones de infantería para la invasión de Rusia en 1812 y el mariscal Louis-Nicolas Davout fue designado para dirigirlo. En el cruce del Río Niemen en 1812, el tamaño del I Cuerpo era de alrededor de 79 000 hombres, pero seis semanas después, quedaban unos 60 000 hombres. A finales de la campaña rusa, sólo quedaron 2.235 hombres.
Bajo Davout, el I Cuerpo de Ejército salió de Minsk el 12 de julio de 1812 para aislar a Pyotr Bagration de Barclay de Tolly. Luchó en la Batalla de Smolensk (1812), Borodino, Vyazma y Krasnoi antes de disolverse como una unidad efectiva. durante la retirada de Moscú.

### Guerra de la Sexta Coalición
En 1813, el I Cuerpo fue reconstituido y puesto bajo el mando del General Dominique Vandamme. El cuerpo fue destruido en Kulm, y los restos se rindieron junto con el XIV Cuerpo tras el asedio de Dresde en noviembre de 1813.

#### Orden de batalla, 1814
- Oficial al mando, Général de Division Nicolas Joseph Maison, 1er Marquis Maison
- División de Caballería, comandada por Général de Division Bertrand-Pierre Castex
  - 2éme Chasseurs à Cheval de la Garde Imperiale (Vieja Guardia)
  - 2éme Régiment de Chvaulégers-lanciers dela Garde Imperiale (Néerlandaise (holandés), Old Guard)
- División de Infantería, comandada por Général de Division Pierre Barrois
  - 1er & 2e Bataillons du 12éme Régiment de Voltigeurs de la Jeune Garde Imperiale (Guardia Joven)
  - 1er & 2e Bataillons du 2éme Régiment de Tirailleurs de la Jeune Garde Imperiale (Guardia Joven)
  - 1er & 2e Bataillons du 3éme Régiment de Tirailleurs de la Jeune Garde Imperiale (Guardia Joven)
  - 1er & 2e Bataillons du 4éme Régiment de Tirailleurs de la Jeune Garde Imperiale (Guardia Joven)
  - 2éme Batallón del 72éme Régiment d'Infanterie de Ligne
- Cuerpo de Artillería y Tren
  - 3éme Compagnie d'Artillerie de la Vielle Garde Imperiale (Vieja Guardia)
  - 3éme Compagnie d'Artillerie de la Jeune Garde Imperiale (Guardia Joven)
  - 13éme Compagnie d'Artillerie de la Jeune Garde Imperiale (Guardia Joven)
  - 7e, 8e y 10e Compagnies du 1er Bataillon du Train
  - 2e y 8e Compagnies du 2éme Bataillon du Train
  - Pioneros Artesanales (7 hombres)

|}

### Guerra de la Séptima Coalición
El cuerpo fue reconstruido en 1815 durante los Cien Días, y fue asignado al General Jean-Baptiste Drouet, bajo el cual luchó en la Batalla de Waterloo.